# Jimmy Shergill

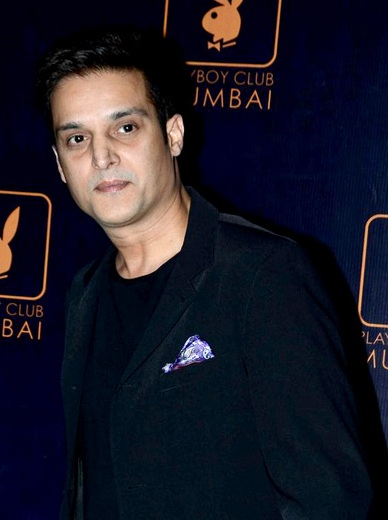
Jimmy Shergill

Jimmy Shergill (Hindi:　जिमी शेरगिल, Jimī Śergil; * 3. Dezember 1970 in Gorakhpur, Uttar Pradesh) ist ein indischer Schauspieler in Bollywood. Er spielte unter anderem in Mohabbatein und Hum Tum mit.
Bekannt geworden ist er vor allem auch durch den Film My Name Is Khan.
Er ist mit Priyanka Puri verheiratet. Sie haben einen Sohn.

## Filmografie (Auswahl)
- 1996: Maachis
- 1999: Jahan Tum Le Chalo
- 2000: Mohabbatein
- 2001: Yeh Zindagi Ka Safar
- 2002: Dil Hai Tumhaara
- 2002: Dil Vil Pyar Vyar
- 2002: Kehta Hai Dil Baar Baar
- 2002: Mere Yaar Ki Shaadi Hai
- 2003: Haasil
- 2003: Munna Bhai M.B.B.S.
- 2004: Agnipankh
- 2004: Charas
- 2004: Hum Tum
- 2005: Silsiilay
- 2005: Yaara Naal Baharan
- 2005: Yahaan
- 2006: Bas Ek Pal
- 2006: Lage Raho Munnabhai
- 2006: Tom Dick And Harry
- 2010: My Name Is Khan
- 2010: Mel Karade Rabba
- 2011: Tanu Weds Manu
- 2011: Mumbai Cutting
- 2011: Dharti
- 2012: Dangerous Ishhq
- 2014: Bang Bang